# 第二届中国—中亚峰会
2025年中国—中亚峰会（俄语：Второй Саммит «Китай – Центральная Азия»）于2025年6月16日至18日在哈萨克斯坦阿斯塔纳举行，與會者包括中国、哈萨克斯坦、吉尔吉斯斯坦、塔吉克斯坦、土库曼斯坦和乌兹别克斯坦领导人。首届中国—中亚峰会于2023年在中国陕西省西安举行。  

## 會議
2025年6月16日，应哈萨克斯坦总统托卡耶夫的邀请，中共中央总书记、中国国家主席习近平抵达阿斯塔纳，出席第二屆中国—中亚领导人峰会。哈萨克斯坦总统办公厅主任阿季尔别克·扎克西别科夫、副总理兼外长穆拉特·努尔蒂留、外交政策顾问哈齐汗、阿斯塔纳市长阿基姆·耶尼斯·卡西姆贝克等陪同总统托卡耶夫到机场迎接，而陪同习出访的有中共中央政治局常委兼中共中央办公厅主任蔡奇、中央外事工作委员会办公室主任兼中华人民共和国外交部部长王毅。两国元首在阿斯塔纳阿库达官邸举行会晤，确认两国在联合国、上海合作组织、亚信会议、金砖国家+ 、“中国—中亚”机制等多边框架内开展的协作。
6月17日上午，习近平與吉尔吉斯斯坦总统扎帕罗夫举行会谈，共同见证两国在农业、海关、科技、媒体等领域的多项合作协议。习近平亦会见塔吉克斯坦总统拉赫蒙，宣布签署外交、经贸、交通、科技等领域多项双边合作协议。习近平会见土库曼斯坦总统别尔德穆哈梅多夫，正式签署两国政府间经济技术合作协议。另外，习近平会见乌兹别克斯坦总统米尔济约耶夫，并签署关于乌兹别克斯坦加入世界贸易组织的双边议定书。  
6月17日下午，第二屆中国—中亚领导人会议在阿斯塔纳独立宫开幕，由哈萨克斯坦总统托卡耶夫主持。中共中央总书记兼中国国家主席习近平、吉尔吉斯斯坦总统扎帕罗夫、塔吉克斯坦总统拉赫蒙、土库曼斯坦总统别尔德穆哈梅多夫、乌兹别克斯坦总统米尔济约耶夫出席。习近平发表题为《弘扬‘中国—中亚精神’，推动地区合作高质量发展》的主旨演讲。 

## 与会各国领导人

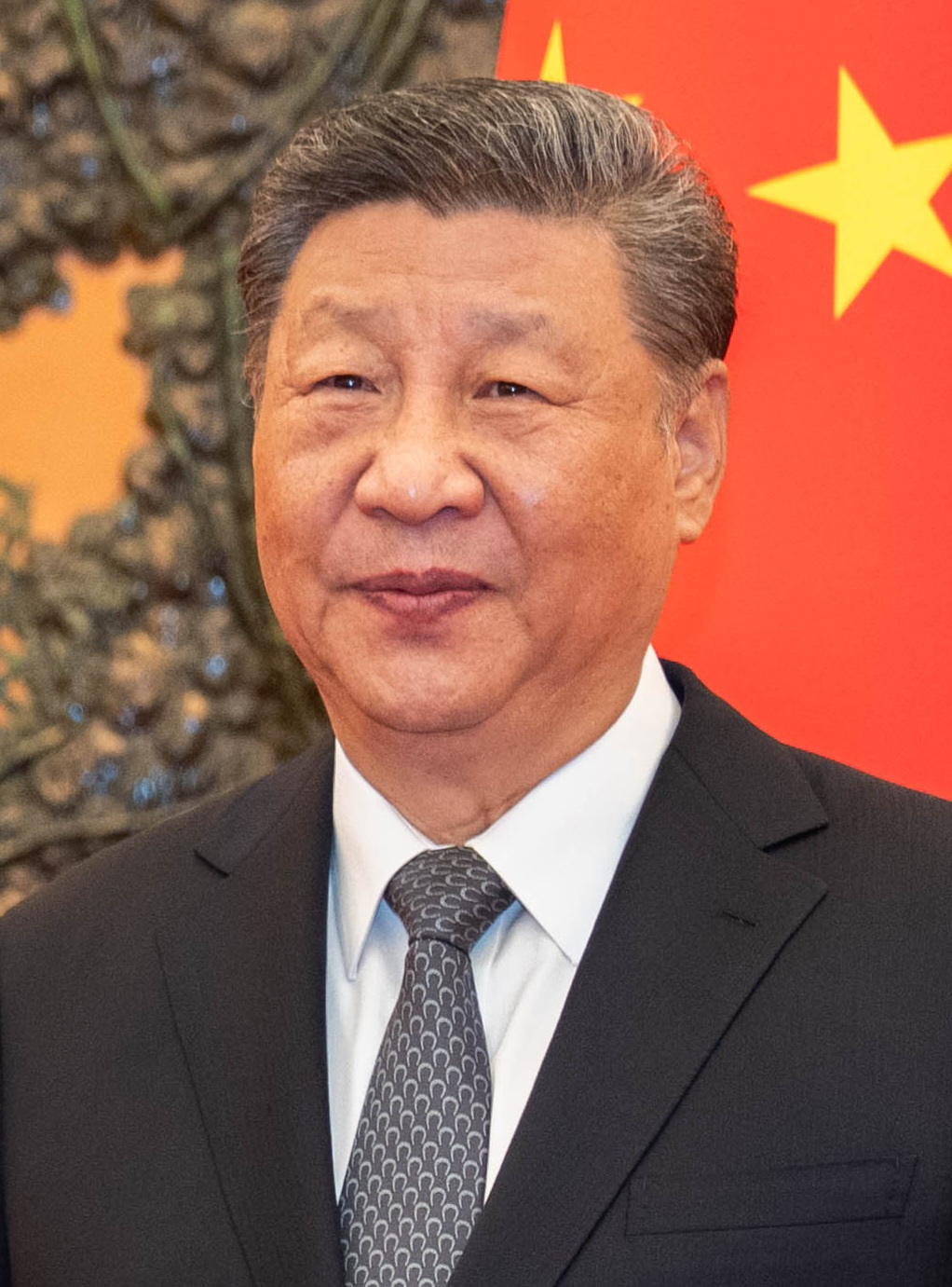
中国 中共中央总书记、国家主席习近平[a]
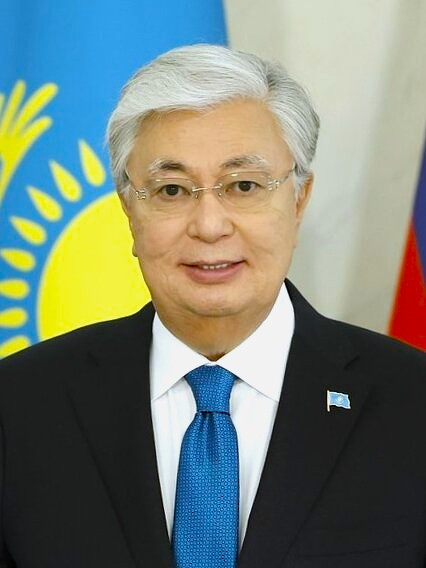
哈萨克斯坦 总统卡西姆-若马尔特·托卡耶夫
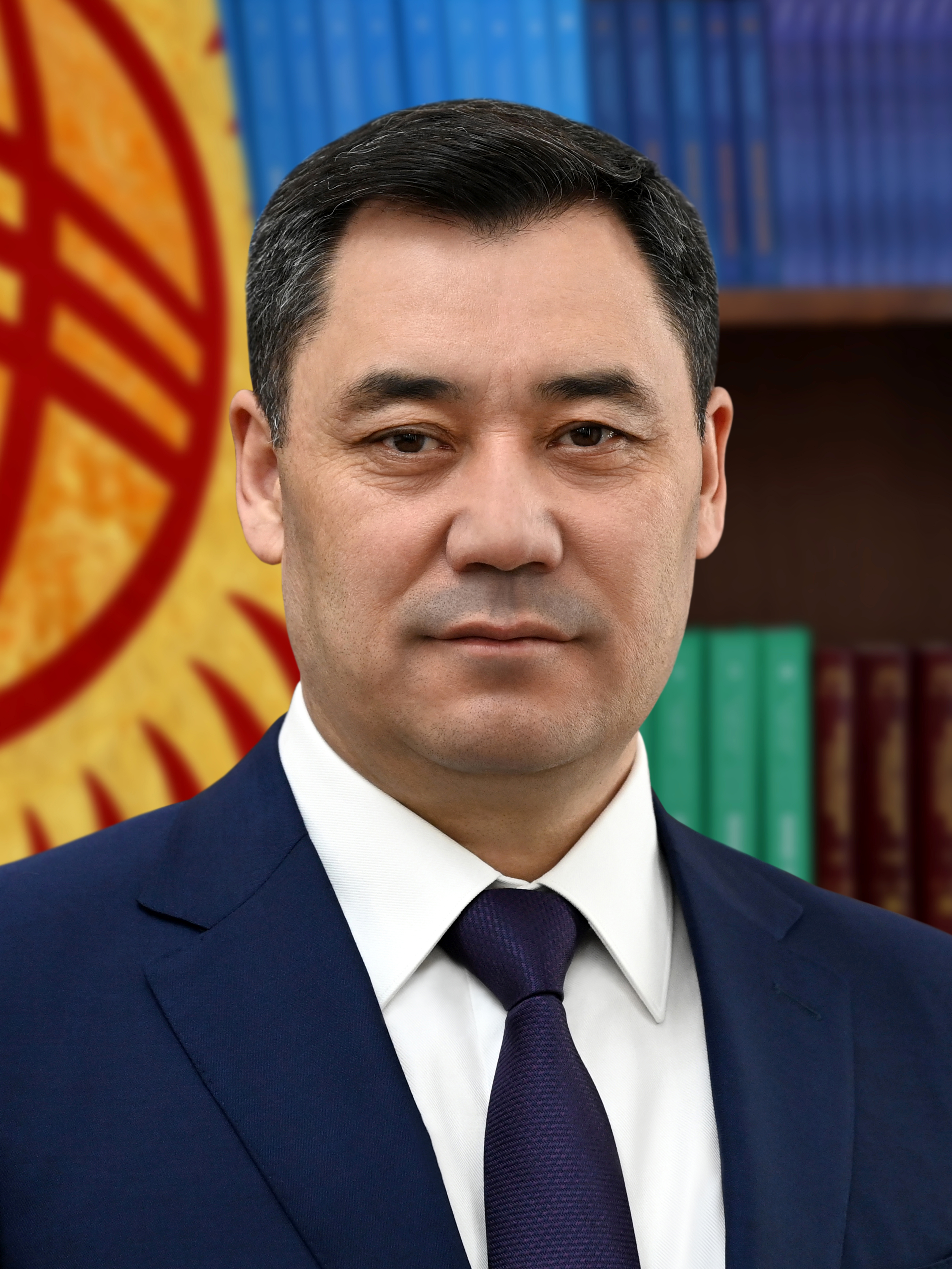
吉尔吉斯斯坦 总统萨迪尔·扎帕罗夫
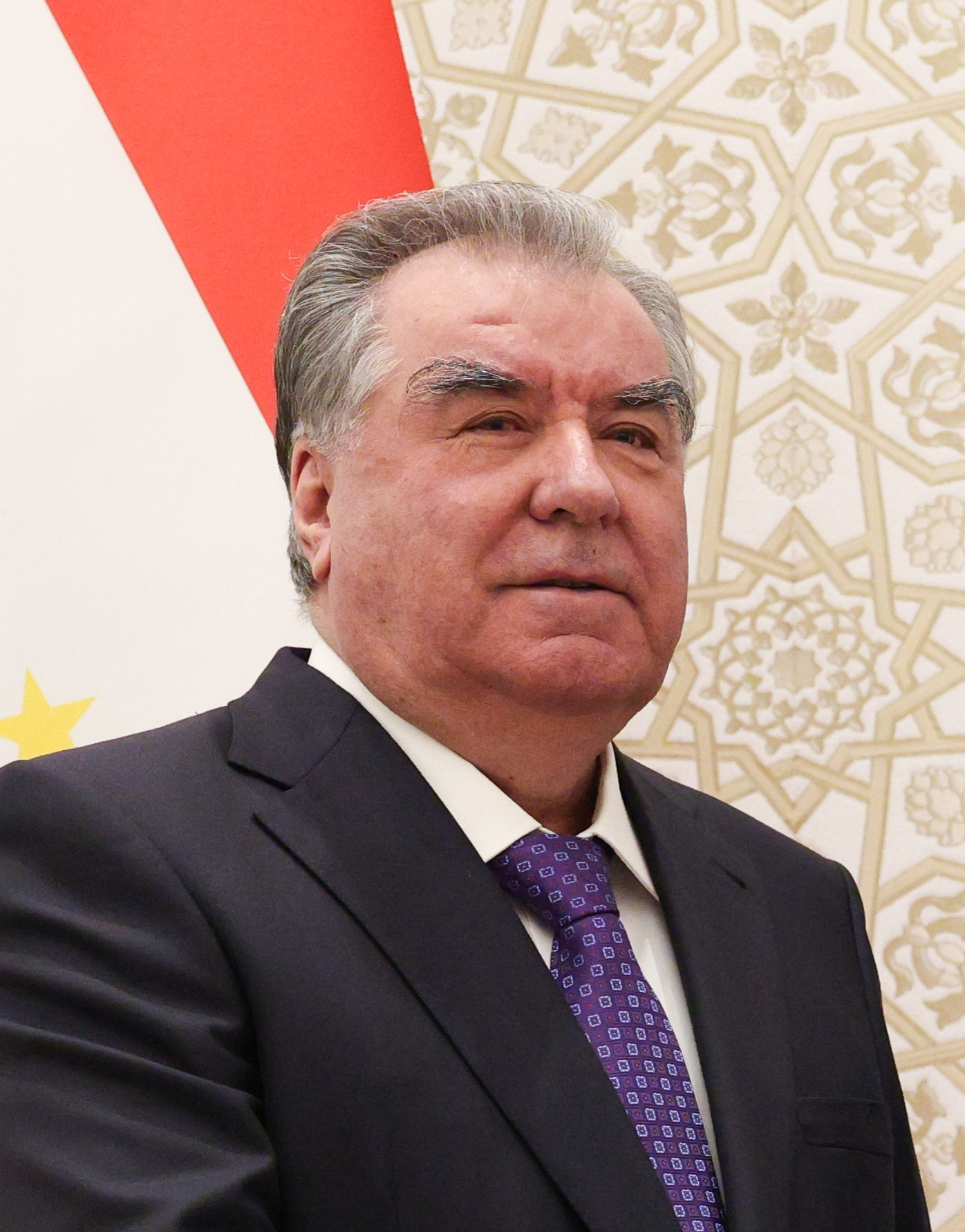
塔吉克斯坦 总统埃莫马利·拉赫蒙
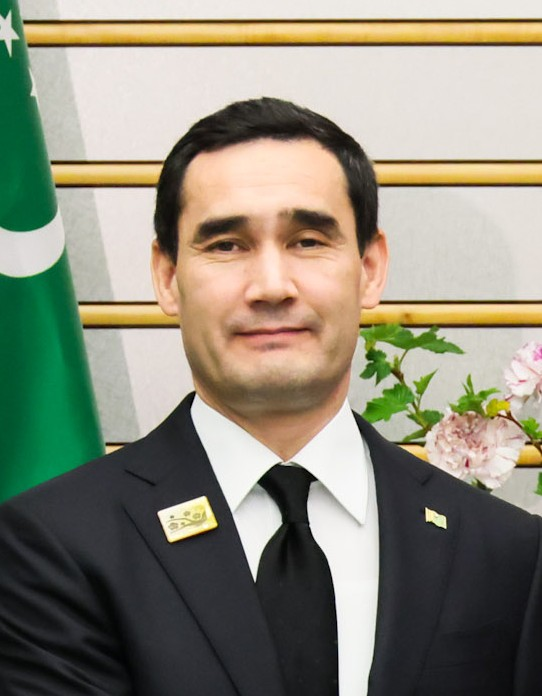
土库曼斯坦 总统塞尔达尔·别尔德穆哈梅多
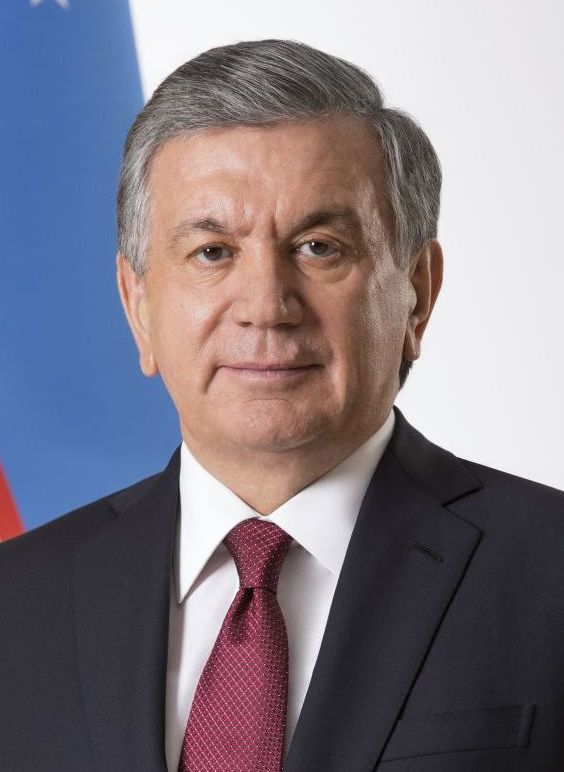
乌兹别克斯坦 总统沙夫卡特·米尔济约耶夫